# Coemansia kamerunensis
Coemansia kamerunensis är en svampart som beskrevs av Linder 1943. Coemansia kamerunensis ingår i släktet Coemansia och familjen Kickxellaceae.   Inga underarter finns listade i Catalogue of Life.